# فرودگاه سیک
فرودگاه سیک (به انگلیسی: Sayak Airport) (به زبان بومی: Paliparan ng Sayak) یک فرودگاه همگانی مسافربری با کد یاتا IAO است که یک باند فرود بتن دارد و طول باند آن ۱۲۷۰ متر است. این فرودگاه در کشور فیلیپین قرار دارد و در ارتفاع ۳ متری از سطح دریا واقع شده است.

## شرکت‌های هواپیمایی و مقصدهای پروازی
| شرکت‌های هواپیمایی                      | مقصدهای پروازی                    |
| -------------------------------------- | --------------------------------- |
| سبو پسیفیک اجرا توسط Cebgo             | مکتان-کبو                         |
| فیلیپین ایرلاینز اجرا توسط PAL Express | مکتان-کبو (آغاز از ۱ دسامبر ۲۰۱۷) |
| اسکای‌جت                                | نینوی آکوئینو                     |